# Liao Chengzhi

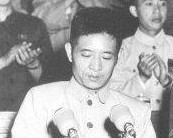
Liao spricht auf der 2. Konferenz des Kommunistischen Jugendverbandes Chinas

Liao Chengzhi (chinesisch 廖承志, Pinyin Liào Chéngzhì, W.-G. Liao Chʻeng-chih; * 25. September 1908 in Tokio; † 10. Juni 1983 in Peking) war ein chinesischer Politiker und führender Japanspezialist der Kommunistischen Partei Chinas in den 1960er und 1970er Jahren. Er prägte die Japan-Politik der Volksrepublik und war maßgeblich an der Normalisierung zwischen den einst verfeindeten Nationen beteiligt.
Liao entstammte einer reichen Familie aus der südchinesischen Provinz Guangdong. Er wurde in Japan geboren und wuchs zweisprachig auf. Sein Vater Liao Zhongkai war einer der führenden Kuomintang-Politiker und wurde ermordet, als Liao Chengzhi 17 Jahre alt war. Drei Jahre später schloss Liao sich den Kommunisten an und war Teilnehmer am Langen Marsch. Er überlebte die politischen Säuberungen in der Kommunistischen Partei hauptsächlich aufgrund seiner familiären Abstammung. Während des Krieges gegen Japan warb er in Hongkong Unterstützung für die Partei ein, wurde verhaftet, verbrachte fünf Jahre in Gefängnissen der Kuomintang und widersetzte sich Bemühungen von Chiang Kai-shek, ihn zum Überlaufen zu bewegen. Während des Bürgerkrieges arbeitete Liao im Propagandaapparat der Kommunistischen Partei. 
Nach Ausrufung der Volksrepublik im Jahre 1949 arbeitete er an ersten privaten Abkommen über Handel und Gefangenenrückführung und gestaltete die Beziehungen zu den Staaten Südostasiens, wo viele Überseechinesen leben. Diese Rolle füllte er auch aus, als Mao Zedong mit der Hundert-Blumen-Bewegung die Intellektuellen herausforderte, in der Zeit des Großen Sprungs nach vorn konnte Liao größere Schritte in Richtung Normalisierung mit Japan setzen. Während der Kulturrevolution wurde Liao hingegen aus dem Zentralkomitee ausgeschlossen und kam unter Hausarrest. Nach dem Fall von Lin Biao wurde Liao rehabilitiert. Nach Maos Tod trieb er die Normalisierungsverhandlungen voran, die in Deng Xiaopings vielbeachtetem Besuch des Jahres 1978 und dem Abschluss des Friedensvertrages gipfelten. Liao verstarb wenige Monate, nachdem er in das Politbüro aufgenommen worden war.

## Kindheit zwischen Japan und Guangdong

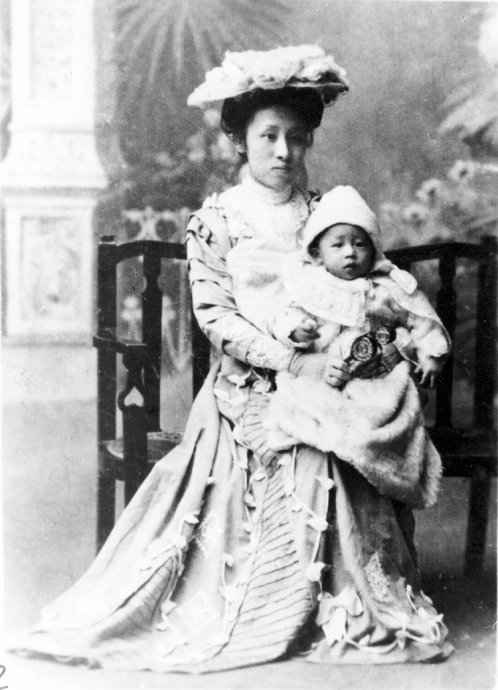
He Xiangning mit Liao Chengzhi, Tokio 1909

Liao Chengzi entstammte einer Familie von Geschäftsleuten aus Hongkong, deren Wurzeln im Kreis Huiyang der Provinz Guangdong lagen. Großvater Liao Zhubin wurde von der Hong Kong and Shanghai Banking Corporation in den 1860er Jahren nach San Francisco entstand, wo 1877 oder 1878 Liaos Vater Liao Zhongkai geboren wurde. Vater Liao war stolzer Chinese, wenngleich er in San Francisco rassische Diskriminierung erfahren haben dürfte, und setzte sich für ein starkes China ein. Er kehrte als Jugendlicher nach China zurück, wo er 1897 He Xiangning heiratete. Liao Zhongkai gehörte zu der großen Anzahl chinesischer Studenten, die nach Japan gingen, das sich schnell modernisiert hatte und sich dem aggressiven Vorgehen der westlichen Mächte widersetzte. Liao und He kamen 1902 in Tokio an, wo Liao an der Waseda-Universität Wirtschaft studierte. Hier lernten sie 1903 Sun Yat-sen, später auch Hu Hanmin und Zhu Zhixin kennen und traten 1905 seiner revolutionären Tongmenghui bei. Das Haus von Liao und He erschien der japanischen Polizei so unverdächtig, dass es als geheimer Treffpunkt der Tongmenghui-Mitglieder diente. Am 25. September 1908 wurde Liao Chengzhi in diesem Umfeld geboren.

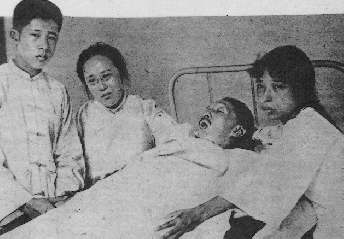
Liao Chengzhi am Totenbett seines Vaters

Im Jahre 1909 kehrte die Familie Liao nach China zurück. Nach dem Wuchang-Aufstand und der folgenden Xinhai-Revolution hatte sich Guangdong für unabhängig erklärt und Liao Zhongkai übernahm die Finanzverwaltung der Provinz. Die Revolution kam jedoch unter den Druck der Bestrebungen von Yuan Shikai, das Kaisertum wiederzubeleben. In dieser Atmosphäre flüchtete die Familie nach Tokio. Hier besuchte Liao Chengzhi eine katholische Schule und lernte perfekt Japanisch. Ab 1919 war die Familie wieder in Guangzhou, wo Liao weiterhin eine christliche Schule besuchte. Sein Vater war aufgrund seiner politischen Tätigkeiten sehr beschäftigt und selten zu Hause. Er war Mitglied des linken Flügels der Kuomintang, vertrat anti-imperialistische Ansichten und befürwortete eine Zusammenarbeit mit der Sowjetunion. Im Jahre 1922 wurde er im Zuge der Auseinandersetzung zwischen Sun Yat-sen und Chen Jiongming verhaftet. Die Familie floh nach Hongkong, Liao Zhongkai wurde jedoch nach Intervention seiner Frau freigelassen. Liao Chengzhi und seine Schwester Liao Mengxing begannen, sich im frühen Jugendalter für Politik zu interessieren und dürften im Jahre 1924 oder 1925 einer der Jugendorganisationen der Kuomintang beigetreten sein. Hier lernten sie den damaligen Leiter der politischen Abteilung der Whampoa-Militärakademie Zhou Enlai kennen und Liao wurde am 23. Juni 1925 Augenzeuge des Shaji-Massakers, bei dem ihm angeblich der Hut vom Kopf geschossen wurde. Im August 1925 wurde Vater Liao Zhongkai – mittlerweile einer der einflussreichsten Männer in der Kuomintang – ermordet. Der spätere Kuomintang-Chef und Generalissimus Chiang Kai-shek bot der Familie an, im Gästehaus der Whampoa-Militärakademie zu wohnen, so dass Liao Chengzhi viel Zeit mit dem fast gleichaltrigen Chiang Ching-Kuo verbrachte.
Nachdem im Zuge der Flügelkämpfe innerhalb der Kuomintang zahlreiche linksgerichtete Mitglieder umgebracht wurden und eine antikommunistische Regierung in Nanjing etabliert wurde, verließ Liao die Kuomintang wahrscheinlich im Jahre 1927. Er ging nach Tokio, wo er eine Schule besuchte, die zur Waseda-Universität gehörte. Vor allem aber engagierte er sich in kommunistischen Studienzirkeln für Sozialwissenschaften. Er wurde wiederholt verhaftet und beteiligte sich aktiv an den Auseinandersetzungen zwischen Anhängern der nationalistischen chinesischen Regierungen und den Kommunisten bzw. linksgerichteten Kuomintang-Mitgliedern. Nach dem Jinan-Zwischenfall vom 3. Mai 1928 nahm Liao an einer Konferenz über den Widerstand gegen die japanische Aggression teil, im Zuge derer eine Große antijapanische Allianz gegründet wurde. Liao war an vorderster Front an dieser Organisation beteiligt, was zu seiner Verhaftung und Ausweisung führte. Im Japan – oder bereits davor – war er der Kommunistischen Partei Chinas beigetreten.
Liao kehrte nach Shanghai zurück, wo er für die Propagandaabteilung der KP arbeitete. Wahrscheinlich im November 1928 machte er sich aufgrund von Bedenken um seine Sicherheit auf den Weg nach Europa. Es ist nicht genau geklärt, wo er sich wan aufhielt und was er tat. Er dürfte für die International Seamen's Union gearbeitet, eine Zeitlang in Berlin studiert und mehrere Häfen besucht haben. Mehrmals wurde er verhaftet, weil er sich an der Organisation von Streiks beteiligt hatte. Er besuchte auch die Sowjetunion, wo er wohl einen Kongress besuchte und an der Kommunistischen Universität der Werktätigen des Ostens eingeschrieben war.
Zwischen 1932 und 1933 traf Liao wieder in Shanghai ein. Hier wurde er zum Chef der Propagandaabteilung der gesamtchinesischen Gewerkschaft und zum Parteisekretär in der Matrosengewerkschaft ernannt. Unter dem Decknamen He Lianhua arbeitete er im Untergrund. In dieser Zeit lernte er seine zukünftige Frau Jing Puchun kennen. Im Jahre 1933 wurde Liao verraten und verhaftet, es drohte ihm die Hinrichtung. Seine Mutter He Xiangning setzte sich mit ihren Beziehungen für seine Freilassung ein, die Chiang Kai-shek persönlich absegnen musste. Im August 1933 verließ Liao Shanghai, obwohl sich drei nahe Angehörige dafür verbürgt hatten, dass Liao sich aus der Politik heraushalten würde.

## Langer Marsch
Liao begab sich in den Eyuwan-Sowjet, wo er unter anderem Generalsekretär der politischen Abteilung der 4. Frontarmee wurde. Im Eyuwan-Sowjet waren, wie im gesamten kommunistisch beherrschten Gebiet, gewaltsame politische Säuberungen an der Tagesordnung. Der Kommandeur der 4. Frontarmee Zhang Guotao hielt Liao für einen Verräter und ließ ihn wahrscheinlich im März 1935 verhaften. Wahrscheinlich ließ Zhang Liao nicht hinrichten, weil er seine Fähigkeiten in der Propaganda benötigte. So nahm Liao am ohnehin strapaziösen Langen Marsch als Häftling unter zusätzlich erschwerten Bedingungen teil; später erinnerte er sich, dass er seinen Ledergürtel kochen wollte, um ihn zu essen. Seine Freilassung verdankte Liao Zhou Enlai, der ihm zufällig getroffen und wiedererkannt hatte. Zhou war sich wahrscheinlich bewusst, dass eine eventuelle Hinrichtung Liaos das Ansehen der Kommunistischen Partei im linken Kuomintang-Flügel schwer beschädigt hätte. Zhou soll in Zhangs Beisein Liao barsch gefragt haben, ob er seine Fehler bereue und Besserung gelobe. Liao bejahte und wurde Ende 1935 oder 1936 enthaftet, rehabilitiert und in der Nachrichtenagentur Rotes China eingesetzt, die damals von Zhang Jinjiu und Bo Gu geleitet wurde.
Nach der Vereinigung der kommunistischen Truppen Zhang Guotaos mit jenen von Mao Zedong hatten sich Zhang und Mao über das weitere Vorgehen zerstritten. Liao folgte den Einheiten Maos nach Nord-Shaanxi, während Zhang zunächst in Richtung West-Sichuan zog. Zhangs Truppen wurden bis 1937 fast komplett zerstört, so dass Mao nach Zhangs eintreffen im Basisgebiet von Yan’an eine politische Kampagne gegen ihn veranstaltete. Bei den Diskussionen über Zhangs Fehler, die unter Leitung des damaligen KP-Generalsekretärs Zhang Wentian stattfanden, kritisierte Liao die Behandlung von vermeintlichen Konterrevolutionären. Insbesondere beschuldigte er Zhang und die 4. Frontarmee, mit Töchtern und Frauen der lokalen Eliten Sexorgien veranstaltet, diese vergewaltigt und zu Tode gefoltert zu haben.
Seit der Ankunft in Yan’an hatte Liao einige Positionen im Propagandaapparat der Kommunistischen Partei übernommen. Er war Chefredakteur der Wochenzeitung „Befreiung“, Chef der Nachrichtenagentur Xinhua und stellvertretender Vorsitzender der Arbeitsgruppe für die Einheitsfront im Zentralkomitee. Er unterrichtete an der Widerstands-Universität und fungierte als Dolmetscher beim Besuch ausländischer Delegationen – all dies unter extrem einfachen Umständen. Abgesehen davon war er ein beliebter Schauspieler in den revolutionären Theaterstücken des Sowjets und beeindruckte sein Umfeld auch sonst mit seinen künstlerischen Fertigkeiten. Er war einer der wenigen KP-Mitglieder mit großbürgerlichem Hintergrund, die die zahlreichen politischen Säuberungen überlebt hatten.

## Krieg gegen Japan
Im Herbst 1937 verließ Liao die kommunistische Basis in Yan’an und kehrte in seine Heimatprovinz zurück. Es ist unklar, ob er sich dazu meldete oder ob er von der Partei nach Guangdong entsandt wurde. Seine Mutter und Jing Puchen reisten sofort nach Hongkong ab, wo Jing und Liao am 11. Januar 1938 heirateten. Inzwischen war der Zweite Japanisch-Chinesische Krieg ausgebrochen und der Druck auf die Kuomintang-Regierung, die Japaner statt die Kommunisten zu bekämpfen, war so groß geworden, dass die Zweite Einheitsfront gebildet wurde.
Im Januar 1938 begann Liao, von Hongkong aus für die Kommunistische Partei Unterstützung einzuwerben. Er wurde in die Führung der südchinesischen Parteiorganisation gewählt und versuchte, von der großen Zahl an Organisationen, die China im Kampf gegen Japan unterstützen wollten, so viele wie möglich für die Partei, ihre 8. Marscharmee und ihre Neue 4. Armee zu gewinnen. Die Partei stellte Liao dafür als legitimen Nachfolger von Sun Yat-sen und Liao Zhongkai dar. Liao trat in dieser Phase gegenüber allen möglichen Unterstützern freundlich, verbindlich, nahbar und großzügig auf und vermied den typisch kommunistischen Politsprech. Besonders erfolgreich war er bei der Einwerbung von Spenden von Überseechinesen aus Thailand, Singapur, Malaya, Indonesien und den Philippinen. Die Parteizentrale, die in Yan’an keinerlei derartige Möglichkeiten hatte, ließ ihm dabei große Freiräume. Liao war im Namen der KP auch in den Hongkonger Medien aktiv und war in die Veröffentlichung der ersten internationalen Ausgabe von Maos ausgewählten Werken involviert.

## Krieg gegen die Kuomintang

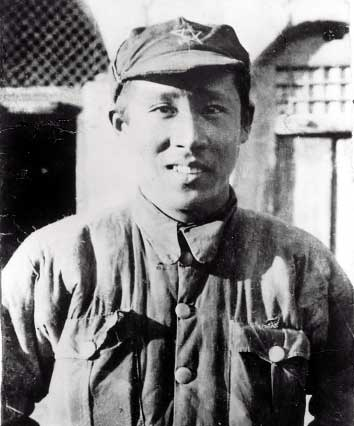
Liao Chengzhi in den 1940er Jahren

Hongkong wurde am 8. Dezember 1941 von der japanischen Armee angegriffen. Liao ließ seine Frau und zwei Kinder mit einem Fischerboot nach Haifeng fliehen, er selbst begab sich in den Norden von Guangdong. Davor hatte er noch Pläne für eine Zusammenarbeit mit den Briten gegen die Japaner ausgearbeitet, die sich jedoch zerschlugen. Sein Aufenthalt in Nord-Guangdong blieb der Kuomintang-Geheimpolizei nicht lange verborgen. Im Mai 1942 wurde er verhaftet und kam zunächst in das Konzentrationslager Majiazhou, später in ein Geheimgefängnis in Xifeng (Guizhou) und 1944 in ein Gefängnis in Chongqing. Die Behörden versuchten vergeblich, Liao zur Preisgabe von Geheimnissen oder zum Übertritt in die Kuomintang zu bewegen. Im Sommer 1945 wurde Liao in Abwesenheit zum Kandidaten für eine Mitgliedschaft im Zentralkomitee gewählt, wovon Liao jedoch nichts wusste. Im Herbst besuchte Chiang Kai-shek persönlich Liao im Gefängnis, aber auch er konnte Liao nicht für die Kuomintang gewinnen. Verhandlungen über eine Freilassung Liaos liefen bereits seit Längerem, als nach der Kapitulation Japans Verhandlungen über eine politische Lösung des chinesischen Bürgerkrieges in eine Übereinkunft zur Freilassung politischer Gefangener führten. So erreichte Liao am 22. Januar 1946 seine Freiheit wieder, war kurz in Chongqing tätig, bevor er nach Nanjing ging, wo er seine Familie wiedertraf und die Aufgabe bekam, den Rückzug kommunistischer Einheiten aus Südchina in den Norden zu organisieren und zu verhandeln. Er wurde auch Mitglied eines trilateralen Komitees, das einen Waffenstillstand verhandeln sollte.
Im Juli 1946 ging Liao mit seiner Familie nach Yan’an, wo er zum Vorsitzenden der Nachrichtenagentur ‚Neues China‘ ernannt wurde. Somit stand er zum ersten Mal an der Spitze eines der zentralen Organe der Kommunistischen Partei. Hier galt er als Vorgesetzter, der selbst hart arbeitete, dies auch von seinen Mitarbeitern verlangte und diese motivierte, kreativ zu sein. Liao behielt diese Position auch bei, als Yan’an aufgegeben werden musste. In den sozialistischen Erziehungskampagnen der späten 1940er Jahre geriet auch Liao persönlich in die Kritik, weil seine Agentur nach Meinung von Mao Zedong Dokumente verbreitet hatte, die Mao nicht zur Freigabe vorgelegt worden waren. Liao musste Selbstkritik üben, wurde aber kein Opfer politischer Säuberungen.
Im Jahre 1947 wurde Liao nach Hongkong versetzt, das unter der wiedererrichteten britischen Kolonialverwaltung ein Rückzugsgebiet für die KP geworden war. Liaos Aufgabe bestand darin, eine Zusammenarbeit mit anderen Gegnern der Kuomintang-Regierung aufzubauen, mit den Gewerkschaften zusammenzuarbeiten und erneut die Unterstützung der Überseechinesen einzuwerben. Liao nahm auch Kontakt mit den Việt Minh auf und besuchte deren Basen in Viet Bac.

## 1950er Jahre: Anfänge der Außenpolitik der Volksrepublik China

Liao Chengzhi (2. von links) mit Mao Zedong, Zhou Enlai und Kuhara Fusanosuke in Zhongnanhai, 1955

Wahrscheinlich im Frühling 1949 zog die Familie Liao nach Peking, wo Liao eine gewisse Zahl von Posten in der Einheitsfront-Arbeit bekam. Er arbeitete im Weltbund der Demokratischen Jugend, in der Neuen Demokratischen Jugendliga und im Gesamtchinesischer Bund der Demokratischen Jugend. In diesen Organisationen dürfte er vor allem die Rolle des Parteivertreters gespielt haben. Ende 1949 wurde er stellvertretender Vorsitzender der Kommission für Angelegenheiten der Auslandschinesen, die formell von seiner Mutter He Xiangning geführt wurde, während Liao in der Parteihierarchie deutlich höher stand. Im November 1949 wurde er auch zum ständigen Mitglied des Zentralkomitees gewählt. Liao vertrat die Volksrepublik China auf zahlreichen internationalen Ereignissen: Im August 1950 war er Mitglied der chinesischen Delegation auf dem internationalen Studentenkongress in Prag, im November 1950 nahm er an der ersten Konferenz des Weltbundes der Demokratischen Jugend in Warschau teil. Von März bis Mai 1951 und für mehrere Wochen ab März 1952 hielt er sich in Korea auf, wo er in Kampfhandlungen geriet und nur knapp unverletzt davon kam. Von August bis September 1952 war Liao Mitglied der ersten zivilen Delegation der Volksrepublik nach Nordvietnam, im Dezember 1952 nahm er an der Konferenz des Weltfriedensrates in Wien teil.
Im Jahre 1952 oder wenig später wurde Liao Chef einer Arbeitsgruppe zur Japanpolitik unter Zhou Enlai, was als Beginn seiner Karriere als führender Japanspezialist der Kommunistischen Partei gesehen werden kann. Zu dieser Ernennung dürften Liaos tiefgehende Kenntnisse Japans, seine Affinität zu Medien und Propaganda und sein familiärer Hintergrund beigetragen haben. Nachdem Liao seine Teilnahme an internationalen Ereignissen auch dazu verwendet hatte, sich mit den japanischen Delegationen auszutauschen, konnte er auf nichtstaatlicher Ebene mit gleichgesinnten Japanern Kontakte knüpfen. Am 1. Juni 1952 kam es zum Abschluss eines inoffiziellen Handelsabkommen zwischen Japan und China, an dessen Zustandekommen Liao maßgeblich beteiligt gewesen sein dürfte. Dieses Abkommen führte aber – nicht zuletzt aufgrund seiner Missbilligung durch die japanische Regierung – zu keinem bedeutenden Anstieg des Handelsvolumens. Im Januar 1953 trafen Delegationen des chinesischen und des japanischen Roten Kreuzes zusammen, um über die Rückführung von Kriegsgefangenen aus China nach Japan zu verhandeln. Liao wurde an Stelle der angeblich erkrankten Vorsitzenden des chinesischen Roten Kreuzes Li Dequan als Delegationsleiter benannt. Diese Verhandlungen ermöglichten es der chinesischen Seite, mit einem viel größeren Spektrum der japanischen Gesellschaft in Kontakt zu treten, die antikommunistische Liberaldemokratische Partei eingeschlossen. Am 7. März 1953 wurde ein Kommuniqué unterzeichnet, das 26.000 Japanern die Rückkehr nach Hause ermöglichte, wodurch sich das China-Bild in der japanischen Gesellschaft deutlich besserte.
Im Jahre 1955 war Liao Mitglied der chinesischen Delegation zur Konferenz der asiatischen Staaten in Delhi, wo man sich dafür einsetzte, Zhou Enlais Fünf Prinzipien zum Hauptthema der darauffolgenden Bandung-Konferenz zu machen. Auf der Bandung-Konferenz selbst agierte Liao als Berater der chinesischen Delegation. In dieser Rolle organisierte er unter anderem ein Gespräch zwischen Zhou und Takasaki Tatsunosuke, damals Direktor des Japanischen Wirtschaftsplanungsamtes. Liao traf nach der Konferenz mit Vertretern der Regierung Indonesiens zusammen; gemeinsam mit Zhou vereinbarte er für die chinesische Seite, dass die Loyalität der Überseechinesen ihrem Aufenthaltsland und weniger China gelten sollten. Im Juni 1955 war Liao Mitglied der chinesischen Delegation auf der Friedenskonferenz von Helsinki.
Nach der Umstrukturierung der Einheitsfront-Organisationen konzentrierte sich Liaos Arbeit ab 1956 wahrscheinlich auf das Büro für internationale Beziehungen und das Komitee für Außenbeziehungen. Ersteres koordinierte die Arbeit von zahlreichen nicht-staatlichen Organisationen wie die Gesellschaft für Chinesisch-Japanische Freundschaft oder die Buddhistische Gesellschaft. In beiden Organisationen kümmerte sich Liao vor allem um die Zusammenarbeit mit kommunistischen Organisationen in den Staaten Südostasiens, in Japan und in Hongkong, und um die Beziehungen zu den Überseechinesen. Das wichtigste Ziel der Volksrepublik war damals die Linderung der Isolation, in die die Volksrepublik vor allem im Zuge des Koreakrieges geraten war. Da viele dieser kommunistischen Organisationen im Ausland unter Kontrolle der KPdSU standen, waren deren Interaktionen mit der KPC informeller oder persönlicher Natur. Liao dürfte dabei auch in die Beschaffung geheimer Informationen involviert gewesen sein.
Im zweiten Halbjahr 1955 verlangte die Volksrepublik China plötzlich von Japan mehr Entgegenkommen, um japanische Anliegen zu lösen. Mao Zedong hatte direkt und offen die Aufnahme formeller diplomatischer Beziehungen – und damit die Isolierung Taiwans – als Bedingung gestellt, um über die Freilassung der verbliebenen 1069 als Kriegsverbrecher festgehaltenen japanischen Bürger zu verhandeln. Inwiefern Liao in dieser Phase an der Formulierung einer Japan-Politik beteiligt war, ist nicht bekannt. Ein Austausch zwischen den Generalkonsuln in Genf zum Thema der Kriegsverbrecher, aber auch über 40.000 weitere Japaner, über die keinerlei Informationen vorlagen, verlief im Sand. Der Grund für die verhärtete Verhandlungsposition Chinas dürfte vor allem darin zu suchen sein, dass China sich selbst mit den USA in Verhandlungen über die Freilassung von Kriegsgefangenen aus dem Koreakrieg befand und seine Verhandlungsposition nicht schwächen wollte. Gleichzeitig sandte China jedoch widersprüchliche Signale bezüglich weiterer Handelsbeziehungen.
Liao empfing zahlreiche Delegationen des japanischen Parlamentes, der Kommunistischen Partei Japans sowie des japanischen Rates für die Wiederaufnahme von Beziehungen mit der Sowjetunion und China, eine Minderung der Spannungen kam jedoch nicht zu Stande. Verhandlungen über ein neues Handelsabkommen zogen sich über fast zwei Jahre in die Länge. Japan wurde es jedoch gestattet, eine Handelsmesse in Peking zu veranstalten und die beiderseitigen Besuche nahmen zu. Am 24. Juni 1956 unterzeichneten die Rotkreuz-Organisationen der beiden Staaten ein letztes Abkommen und es wurden weitere 335 Kriegsverbrecher freigelassen; erneut war Liao an dieser Entwicklung wesentlich beteiligt. China steuerte sein Werben in der japanischen Gesellschaft nun vermehrt über die Sozialistische Partei Japans und liberale Politiker der Liberaldemokratische Partei, während es pro-taiwanesische oder pro-amerikanische Politiker angriff. Bei diesen Operationen fiel Liao führende Rolle zu. Im Sommer 1956 empfing Liao eine Delegation früherer japanischer Militärangehöriger um Endo Saburo, was aufgrund peking-kritischer Äußerungen einiger Delegationsteilnehmer zum Eklat führte.
Im Jahre 1956 leitete Nikita Sergejewitsch Chruschtschow mit seiner Geheimrede die Entstalinisierung ein, in deren Resultat die Sowjetunion und Japan diplomatische Beziehungen aufnahmen. Liao hatte zwar in die Sowjetunion-Politik der Volksrepublik keinen Anteil, aber als die Volksrepublik versuchte, mit Ländern der Dritten Welt an der Sowjetunion vorbei bessere Beziehungen zu knüpfen, übernahm Liao zahlreiche Aufgaben in diesem Feld. Während der Sueskrise führte Liao die chinesische Reaktion darauf herbei und gründete die Gesellschaft für ägyptisch-chinesische Freundschaft. Mao Zedong nahm die politische Schwächung Chruschtschows zum Anlass, seinen eigenen Weg im Aufbau des Sozialismus zu finden. Im Zuge der Hundert-Blumen-Bewegung und der darauf folgenden Repressionen wurde auch die chinesische Außenpolitik härter, China stärkte seine Kontakte zur linksgerichteten Opposition in Japan und griff Premierminister Kishi Nobusuke heftig an. Liao war unter anderem daran beteiligt, die Sozialistische Partei Japans auf die Ein-China-Politik zu bringen. Gespräche zu verschiedenen Themen zwischen den beiden Nationen blieben ohne Ergebnis.
Im Jahre 1958 wollte China unabhängig von sowjetischer Hilfe den schnellen Aufbau des Sozialismus vorantreiben und lancierte den Großen Sprung nach vorn. Die Notwendigkeit von Handel und Zusammenarbeit mit anderen Staaten wurde abgestritten. Ein viertes Handelsabkommen, das 1958 fertig verhandelt war, wurde von der japanischen Regierung nur unter Bedingungen ratifiziert. China protestierte dagegen und nahm dies und den Flaggenvorfall von Nagasaki zum Anlass, die Gespräche abzubrechen und die japanische Regierung verbal vehement anzugreifen. China versuchte nun, den Handel mit anderen Staaten anzukurbeln und rief die Überseechinesen zu einem Boykott japanischer Produkte auf. Liao wurde in dieser Zeit stellvertretender Direktor des Büros für auswärtige Angelegenheiten, das von Außenminister Chen Yi geführt wurde. Auf dem zweiten Nationalen Volkskongress vertrat er die Überseechinesen. Obwohl Liao nicht die gleichen radikalen Haltungen wie die Parteiführung hatte, konnte er in der chinesischen Außenpolitik Karriere machen.
Es war während des großen Sprunges und nach dem Zwischenfall von Nagasaki auch Liao, der den Gesprächsfaden zu Japan aufrechterhielt und mit Ishibashi Tanzan Wege zu suchte, die Beziehungen zwischen den beiden Staaten aus der Sackgasse herauszumanövrieren. In Übereinstimmung mit der Politik Chinas wählte er harte Worte gegenüber dem konservativen Kabinett Kishi und dem nachfolgenden Kabinett Ikeda, die er als reaktionäre Clique bezeichnete und die er beschuldigte, Lakaien der amerikanischen Imperialisten zu sein. Er versuchte, eine Vereinte Front mit den japanischen Sozialisten gegen die USA und die japanische Regierung aufzubauen, mit der China kämpfen wollte, bis die Imperialisten aus Japan und Taiwan vertrieben worden seien. Die JSP war sich jedoch intern nicht einig. Letzten Endes war man sich auch in Peking bewusst, kaum Möglichkeiten zu haben, auf die Politik in Japan Einfluss zu nehmen. Abseits von offiziellen Wortmeldungen handelte Liao mit Nakajima Kenzo ein Abkommen über Kulturaustausch aus. Vom 12. bis 25. September 1962 verhandelten Delegationen Japans und Chinas über bessere Handelsbeziehungen, wobei im Unterschied zu 1959 politische Themen ausgeklammert wurden. Im November 1962 wurden die Verhandlungen mit einer von Takasaki Tatsunosuke angeführten Delegation abgeschlossen, wobei das Communiqué auch eine beiderseitige Zusage enthielt, dass beide Seiten schrittweise auf eine Normalisierung der Beziehungen hinarbeiten sollten. Aufgrund der Schlüsselrolle, die Liao beim Abschluss dieses Abkommen spielte, wird es auch Liao-Takasaki-Memorandum genannt. Dieses Abkommen ermöglichte es der Volksrepublik, für die Entwicklung der angeschlagenen Wirtschaft dringend benötigte Waren aus Japan zu importieren. Es legte den Grundstein für längerfristig stabile Wirtschaftsbeziehungen, wie es die privaten Abkommen der 1950er Jahre nicht vermocht hatten. Zur Beeinträchtigung der Beziehungen zwischen Japan und Taiwan führte es hingegen nicht und es ist anzunehmen, dass sich Peking darauf auch keine Hoffnungen gemacht hatten. Das Abkommen führte auch zu kulturellem Austausch, China wurde in Japan präsenter und in den Jahren 1963 und 1964 wurden weitere private Handelsmissionen empfangen. Liao blieb bei diesen Aktivitäten im Hintergrund, denn er koordinierte die Rückholung von Überseechinesen aus Indien als Folge des Indisch-Chinesischen Grenzkrieg. Liao wurde Präsident der am 4. Oktober 1963 gegründeten chinesisch-japanischen Freundschaftsvereinigung und schloss am 27. Dezember 1963 nach Verhandlungen mit einer Delegation um Suzuki Kazuo das erste Handelsprotokoll ab.
Im Jahre 1959 folgte Liao seiner Mutter als Vorsitzender des OCAC nach. Es verstärkten sich die Spannungen zwischen China und Indonesien, die Liao zu mildern versuchte, gleichzeitig musste er sich um die Rückführung von Flüchtlingen aus Indonesien kümmern; sie wurden in Guangdong und Hainan angesiedelt. Er saß im Exekutivkomitee der Bandung-Staaten zusammen mit Oginga Odinga, Joshua Nkomo, Fanuel Kozonguizi, Ahmed Tlili und Patrice Lumumba. Er nahm auch an den Diskussionen bezüglich der von Chruschtschow aufgestellten Theorie des friedlichen Überganges von Kapitalismus zu Kommunismus und zur friedlichen Koexistenz zwischen kapitalischen und kommunistischen Staaten teil und versuchte, die asiatischen kommunistischen Parteien vom chinesischen Standpunkt zu überzeugen. Auf Friedenskonferenzen in Delhi und Stockholm hielt der Reden voller Feindseligkeiten gegen die USA, kritisierte die Sowjetunion und versicherte den unterdrückten Völkern Asiens, Afrikas und Lateinamerikas der Solidarität Chinas, das ebenfalls koloniale Erfahrungen gemacht hatte. Er empfing zahlreiche Besucher aus Ländern der Dritten Welt.

## Kulturrevolution
Anfang der 1960er Jahre versuchte die Volksrepublik, eine Vereinigte Front gegen die USA zu errichten und zeigte dabei teilweise ideologische Flexibilität, verlangte von linken Gruppen anderer Staaten aber, die wahre revolutionäre Sichtweise Pekings zu akzeptieren. Liao war in dieser Phase sehr eng in die Beziehungen zwischen der Kommunistischen Partei Chinas und der Japanischen Kommunistischen Partei eingebunden. Im chinesisch-sowjetischen Zerwürfnis tendierten die japanischen Kommunisten zur chinesischen Seite, es kam zu zahlreichen gegenseitigen Besuchen, was im Mai 1964 zur internen Spaltung der kommunistischen Bewegung in Japan führte. Im April 1964 unterschrieb Liao mit Matsumura Kenzo ein Memorandum, das die beiderseitige Stationierung von Handelsvertretern und Journalisten vorsah.
Kurz danach verschlechterten sich die Beziehungen mit Japan jedoch und kamen bis 1972 nicht voran. Zu den Gründen dafür sind der erste Atomwaffentest Chinas 1964, Differenzen mit den japanischen Sozialisten über die Frage nuklearer Bewaffnung und die Stärkung der Beziehungen Taiwans durch das Kabinett Sato zu zählen. Japan unterband wiederholt Reisen chinesischer Funktionäre nach Japan und begrenzte die Aktivitäten chinesischer Vertreter vor Ort. Projekten, die den Verkauf von Industrieanlagen an China durch japanische Firmen vorsahen, verweigerte die japanische Regierung die Finanzierung durch die Exim-Bank. China versuchte vergeblich, Japan umzustimmen und rief gleichzeitig zum entschiedenen Kampf gegen die USA und ihre Anhänger – also auch Japan – auf. Liao war in dieser Phase wenig präsent, trug die aggressive Rhetorik jedoch mit, und es ist nicht bekannt, ob er geheime Aufgaben zu erledigen hatte, ob er in Machtkämpfe verstrickt war oder ob schlicht Aufzeichnungen unvollständig sind.
Im Jahre 1965 wurde klar, dass Chinas Außenpolitik kontraproduktiv gewesen war. Die Volksrepublik war weitgehend isoliert. Nach dem versuchten Staatsstreich in Indonesien hatte es seinen wichtigsten Partner in Südostasien verloren. Der Handel mit Japan stagnierte, wenngleich Premierminister Zhou Enlai versöhnliche Töne anschlug und verkündete, dass China selbst im Falle eines Krieges gegen die USA mit Japan weiterhin Handel treiben würde. Der Bruch mit der Sowjetunion vertiefte sich, auch Liao griff die sowjetische Führung immer wieder verbal schwer an, wobei es schwer ist einzuschätzen, ob er von der Politik seiner Partei überzeugt war oder nicht. Als Liao im April 1966 nach Japan eingeladen wurde, um mit Matsumura Kenzo über den Handel unter dem Liao-Takasaki-Memorandum zu sprechen, hatte die Kulturrevolution bereits begonnen.
Am 5. Juni 1966 begannen Angriffe auf Liao in der Öffentlichkeit, weil die Politik des OCAC nicht revolutionär genug gewesen sei; seine Rolle in den Beziehungen mit Japan übernahm Liu Ningyi, der im revolutionären zum Märtyrer erklärt wurde, weil Japan ihm die Einreise zu einem Kongress über nukleare Abrüstung verweigerte. Im Dezember 1966 wurden die Angriffe so heftig, dass sich Liaos Mitarbeiter Nan Chanchen, der in den Handelsgesprächen eine führende Rolle gespielt hatte, das Leben nahm. Liao wurde für allem aufgrund seiner Opposition zu Lin Biao, seiner Rolle in der Kommission für die Angelegenheiten der Überseechinesen und aufgrund von Gerüchten, er hätte Mao Zedongs Frau Jiang Qing beleidigt, Opfer von politischen Säuberungen. Im Jahre 1969 wurde er aus dem Zentralkomitee ausgeschlossen, während Lin Biao zum designierten Nachfolger von Mao Zedong bestimmt wurde. Liao lebte in einem Versteck in Peking, das Premierminister Zhou Enlai für ihn organisiert hatte und wo er vor Angriffen der Roten Garden geschützt war, gleichzeitig musste er von seinen Familienangehörigen getrennt leben. Wahrscheinlich verbrachte er einen Teil der Kulturrevolution in einer Kaderschule des 7. Mai zur Umerziehung und er musste sich aufgrund von Herzproblemen wiederholt in medizinische Behandlung begeben. Nach dem Tode Lin Biaos war Liao Chengzhi einer der ersten Funktionäre, die rehabilitiert wurden. Die dominierende Rolle, die Liao in den Jahren vor der Kulturrevolution in den Beziehungen zu Japan eingenommen hatte, konnte während seiner Abwesenheit aus der Politik niemand übernehmen.

## Weg zum Freundschaftsvertrag
Von seiner Rehabilitierung 1971 bis 1972 war die Rolle Liaos zunächst von untergeordneter Bedeutung, während Wang Guoquan und Wang Xiaoyun die Beziehungen zu Japan führten. Zur gleichen Zeit wurde im Außenministerium ein diplomatischer Apparat wiederaufgebaut. Die Linksradikalen um die Viererbande waren nach dem Tod von Außenminister Chen Yi nicht in der Lage, das Außenministerium unter ihre Kontrolle zu bringen, Ji Pengfei wurde Chens Nachfolger. Liaos erste offizielle Handlung war die Kondolenz zum Tod von Matsumura Kenzo. Zwischen 1970 und 1972 verbesserten sich die chinesisch-japanischen Beziehungen stark, wenngleich noch 1970 vehemente verbale Angriffe auf das Kabinett Satō stattfanden. Deren Ziel dürfte es gewesen sein, pro-Taiwan-Gruppen in Japan zu schwächen und für China eine bessere Verhandlungsposition bezüglich der Ansprüche auf Taiwan und die Senkaku-Inseln aufzubauen. Parallel zu diesen Angriffen entspannten sich die Beziehungen zu den USA nach dem Besuch von Präsident Nixon im Juli 1971 und es wurden Geheimgespräche zwischen Japan und China geführt, an denen Liao maßgeblich beteiligt gewesen sein dürfte. Liao agierte direkt unter Premierminister Zhou Enlai als erster Verhandler mit Japan. Ein Besuch von Liao in Japan wurde im Jahre 1972 abgesagt, als sich in den Geheimgesprächen mit Vertretern des Kabinetts Tanaka ein Durchbruch anbahnte.
Im September 1972 brach Japan seine diplomatischen Beziehungen mit Taiwan ab und nahm Beziehungen mit der Volksrepublik China auf. Es hielt mit der Regierung der Republik China jedoch hochrangige Kontakte aufrecht, an denen sich China störte. China behielt seine Taktik der „Volksdiplomatie“ bei, was Japan wiederum missfiel. Entgegen allen Erwartungen wurde Liao nicht erster Botschafter in Japan, sondern führte von Peking aus die Verhandlungen zu einem Abschluss eines Friedens- und Freundschaftsvertrages. Diese Gespräche führten schnell in ein Patt, weil China entgegen der diplomatischen Gepflogenheiten eine Hegemonialklausel im Vertrag haben wollte.